# Senato della Carolina del Nord
Il Senato della Carolina del Nord è la camera alta dell’Assemblea generale della Carolina del Nord, organo legislativo dello stato. L’altra è la Camera dei rappresentanti.